# Incasemidalis
Incasemidalis is een geslacht van insecten uit de familie van de dwerggaasvliegen (Coniopterygidae), die tot de orde netvleugeligen (Neuroptera) behoort.

## Soorten
- I. columbiensis Meinander, 1972
- I. chilensis Meinander, 1990
- I. lineatellus Sziráki & Penny, 2012
- I. meinanderi Adams, 1973
- I. peruviensis Meinander, 1972